# Captura del vapor Rímac
La caza y apresamiento del transporte chileno Rímac o captura del vapor Rímac es el nombre de una importante acción ocurrida en el marco de las correrías del Huáscar dentro de la campaña naval,de la Guerra del Pacífico. 
Durante una expedición sobre los mares en conflicto, los buques de la Marina de Guerra del Perú, Huáscar y la Unión, aprehenden al vapor de guerra chileno Rímac, que era un transporte artillado, tomando toda su carga y capturando a su tripulación, incluidos un escuadrón de los carabineros de Yungay. 
En Chile las noticias de la captura del Rímac detonaron una crisis política y social que motivó la renuncia de varios funcionarios del gobierno, entre ellos la del contraalmirante Juan Williams Rebolledo, comandante general de la Armada de Chile.

## Antecedentes
El blindado peruano Huáscar se encontraba en su segunda correría sobre las costas chilenas. A pesar de haber incursionado casi hasta Valparaíso, las naves peruanas no habían podido capturar transportes con tropas. Grau acordó con García y García, comandante de la 2ª división naval con su insignia en la Unión, encontrarse en aguas de Antofagasta, a 20 millas mar afuera y entrar, el Huáscar por el norte y la Unión por el sur, con la intención de capturar o hundir a alguno de los transportes chilenos que estaban en Antofagasta, pues sabían que siempre pasaban la noche en altamar y regresaban a Antofagasta al amanecer. Además contaban con periódicos que indicaban al detalle los movimientos de la escuadra, estos eran suministrados por buques amigos, de este modo Grau supo que un importante abastecimiento se acercaba a Antofagasta.
El 22 de julio el Huáscar entró a Caldera (Chile) y se entrevistó con el capitán del Colombia de la Compañía Inglesa del Pacífico y se enteró a través de periódicos chilenos obtenidos del capitán del mercante que el Rímac había salido al norte con destino a Antofagasta.: 392 
En el puerto de Antofagasta, estaba el ministro de Relaciones Exteriores de Chile, Domingo Santa María González, con el cargo de Delegado del Gobierno. El 19 de julio, Santa María comunicó por telegrama a Valparaíso sobre la presencia del Huáscar y la Unión en Mejillones la noche del 18 de julio. Estaban próximos a arribar a Antofagasta los transportes Copiapó, Toltén, Rímac y Paquete de Maule con refuerzos para el ejército chileno estacionado ahí porque se alistaba para una pronta invasión a Tarapacá. Los 2 primeros estaban en camino y los otros 2, por partir de Valparaíso. El Copiapó llegó a Coquimbo el 19 de julio, pero de inmediato regresó a Valparaíso junto con el vapor Toltén y la corbeta Chacabuco, por los telegramas de que los buques peruanos Huáscar y Unión estaban en Mejillones.
El escuadrón de caballería de Línea del Ejército chileno "Carabineros de Yungay" N° 1, al mando del teniente coronel Manuel Bulnes viajaría a reforzar al ejército de operaciones en Antofagasta. El escuadrón se embarcó en el transporte Rímac con parte de la caballada y el resto de los caballos, unos 40, se embarcarían en el transporte Paquete de Maule. Además, estos transportes llevaban pertrechos para el ejército. El convoy debería partir en la tarde del 18 de julio, pero el comandante general de la Marina, Eulogio Altamirano, recibió un telegrama de Santa María diciendo que no salgan hasta que reciban aviso. Santa María telegrafió para que los transportes zarpasen el 20 con la seguridad de que el blindado chileno Cochrane los aguardaría en Antofagasta. El Rímac navegaba en altamar, a 30 millas de la costa, mientras el Paquete de Maule pegado a la playa.
El 19 de julio había llegado a Antofagasta el Cochrane, con escaso carbón, tras haber perseguido a la cañonera peruana Pilcomayo el 17 y 18 entre Cobija y Tocopilla. En Antofagasta también estaban los transportes Itata y Lamar. Santa María ordenó al capitán de navío Enrique Simpson Baeza, comandante del Cochrane, llevar carbón a Tocopilla para la producción de agua para la población y las 500 mulas reunidas para la campaña de Tarapacá, y regresar el 22 para salir al sur al encuentro de los transportes Rímac y Paquete de Maule. El Cochrane zarpó a Tocopilla el 20 a las 10:30 p. m.. El 22 de julio el blindado Cochrane aún no regresaba a Antofagasta y Santa María despachó al transporte artillado Itata, al mando del capitán de navío Patricio Lynch, a buscar al Cochrane, encontrándolo en punta Tetas, al norte de Antofagasta, el mismo 22 antes de la 1 p. m. Santa María se enteró del encuentro del Cochrane al mismo tiempo que recibió un telegrama del Intendente de Atacama, Guillermo Matta, comunicándole que la corbeta Chacabuco se había llevado los 2 transportes, sin especificar cuales, de regreso a Valparaíso. Santa María pensó que eran el Rímac y el Paquete cuando en realidad se trataban del Copiapó y el Toltén. Santa María ordenó que el Lamar, con el diputado Máximo R. Lira, informara al Cochrane y al Itata que ya no llegarían los transportes y viajasen hacia Caldera, en donde el telégrafo informaba de la presencia del Huáscar y la Unión. Antes de que el Lamar regresara a Antofagasta, Santa María recibió el telegrama de Eulogio Altamirano informándole que el Rímac y el Paquete si viajaban, sin hacer escala, a Antofagasta.
En la mañana del 23, el blindado Cochrane y el transporte artillado Itata estaban a la altura de Taltal y recibieron información de 2 buques alemanes de que los buques peruanos, Huáscar y Unión, estaban en dirección al norte. El capitán Lynch sugirió regresar al norte, pero los buques chilenos siguieron al sur porque el capitán Simpson pensó que la noticia era falsa. Al Cochrane se le agotó el carbón y el Itata tuvo que remolcarlo hasta arribar a Caldera.

## El combate

### Persecución delRímac

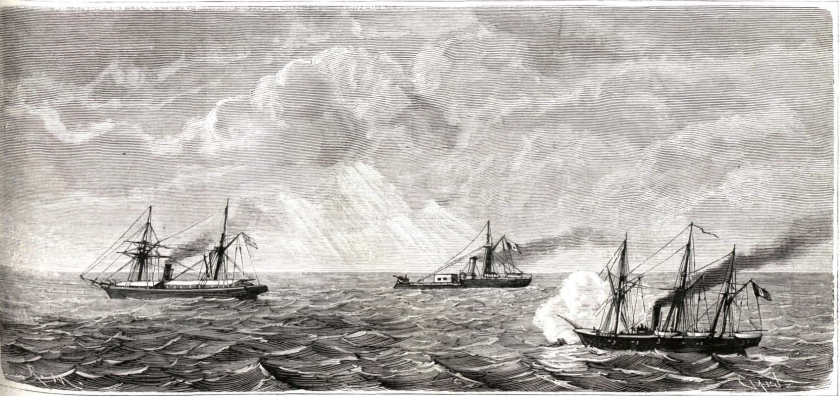
Impresión artística del transporte Rímac capturado por el Huáscar y la Unión según un grabado publicado en La Ilustración Española y Americana (1879).

A la luz del día del 23, a las 6:15 a. m., el vigía de la corbeta Unión anunció: ¡humo a la vista!. Desde el Huáscar se divisaron también 2 humos, por lo que Grau supuso que la Unión estaba siendo perseguida o perseguía a un transporte chileno.
El Rímac estaba al mando del capitán alemán Pedro Lautrup, su comandante desde antes de la guerra. El vapor pertenecía a la CSAV y estaba arrendada a Chile. Viajaba en el vapor como pasajero el capitán de fragata Ignacio Luis Gana, que podía tomar el mando del buque sólo cuando el enemigo estuviera encima.
El Rímac se acercó para reconocer el humo detectado, que se pensaba fuera del blindado Cochrane. Al reconocer a la corbeta peruana (inicialmente se pensaba que era la cañonera Pilcomayo, buque más lento que el Rímac) a 4 millas de distancia, Lautrup cedió el mando a Gana, de acuerdo con su contrato, cambió de rumbo primero y trató de ampararse en el cercano puerto de Antofagasta después. La Unión izó el pabellón peruano y disparó un tiro en blanco, siendo contestado por un tiro del Rímac, que quedó muy corto, pues su alcance era de solo 810 m.
La marinería del Rímac, extranjeros en su mayoría, se precipitaron a la cantina queriendo derribar la puerta, pero intervino la tropa del Carabineros de Yungay para imponer orden.

### Bombardeo del Rímac

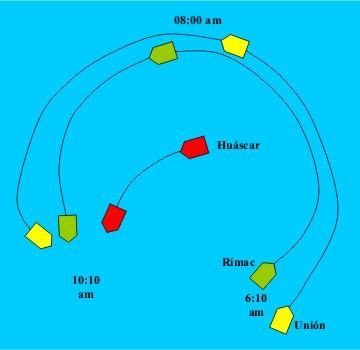
Croquis de la captura del Rímac

El Rímac tomo rumbo al norte y aumentó su velocidad, pero como estaba muy cargado, su andar máximo estaba entre 10 y 11 nudos, mientras la Unión llegó a 13 y 13,5 nudos. Después, el Rímac cayó al noroeste.
A las 7:10 a. m., el Rímac tenía rumbo al oeste y la distancia que entre este y la Unión era de 4500 metros. El capitán peruano García y García, comandante de la 2ª división naval, ordenó al capitán de navío Nicolás Portal, comandante de la Unión, abrir fuego, disparando la Unión con los 4 cañones de la batería de babor en proa, pero ningún tiro llegó a blanco por no estar al alcance. Los siguientes disparos de la Unión fueron realizados con su cañón de desembarco Whitworth de 9 libras, que se montó en el castillo de proa. Su disparo dio de lleno en la popa del Rímac y el segundo arrasó la cubierta del Rímac, matando un soldado e hiriendo a cuatro.
A las 8:00, la Unión estaba ya a 1000 m del Rímac, que estaba rumbo oeste suroeste y a las 9 a. m., la distancia entre ambos era de solo 900 m con rumbo suroeste cuando se avistó un humo al sureste, que a las 9:30 a. m. se identificó como el Huáscar. A las 9:50 a. m. la Unión acertó 4 tiros consecutivos sobre el Rímac.
A las 8:45 a bordo del Rímac, se reunió el consejo de oficiales a fin de determinar la posibilidad de arrojar fuera del buque las armas más pesadas junto con los caballos, esto último fue impedido por el escuadrón de carabineros dada la estima que ellos le tenían. Además cabía la posibilidad de que fueran a chocar contra la hélice, rompiéndola o imposibilitando la marcha rápida que llevaba el buque. por lo que se acordó arrojar el armamento al agua y las municiones y cuanto pudiera servir al enemigo sobre cubierta.

### Rendición y abordaje del Rímac
El Huáscar hizo un tiro con el cañón derecho de a 300 libras a las 10 a. m., cuando la distancia que lo separaba del Rímac era de 4500 m, mientras la Unión estaba a 600 m. El Rímac, que había enarbolado la bandera chilena durante el ataque (según el propio parte del comandante Aurelio García y García), paró máquinas e izó bandera blanca, sin arriar la propia, en señal de que se entregaría el buque bajo parlamento, mientras los soldados del escuadrón Carabineros de Yungay N° 1 arrojaban sus armas por la borda al mar. Hasta ese momento, el transporte chileno había sido perfectamente identificado como el Rímac.
La Unión arrió 3 embarcaciones para abordar al transporte chileno. El teniente 2° Felipe La Torre Bueno fue el encargado de "tomar posesión del buque a nombre del Perú y remitirme a bordo al comandante y pabellón de él". El capitán chileno Gana y su primer piloto J. Stuck fueron llevados a la Unión. El capitán peruano Portal ordenó tomar a remolque al Rímac. Luego, el Huáscar se puso al costado del Rímac y Grau designó como comandante provisorio al capitán de fragata graduado Melitón Carvajal. García y García abordó el Huáscar para coordinar con Grau la proporción de gente de ambos buques que tripularía el Rímac.
En el combate, la Unión disparó 4 tiros con bomba de percusión de a 70 libras y 50 con bala de a 9 libras.
El comandante Pedro Lautrup, el teniente coronel Manuel Bulnes y otros 25 prisioneros más fueron transbordados al Huáscar; el capitán de fragata Ignacio Luis Gana y otros 55 tripulantes, a la Unión. El resto de tripulantes chilenos se quedó en el Rímac; los soldados del escuadrón fueron encerrados en las bodegas. Además del capitán Carvajal, del Huáscar fueron destacados en el Rímac 7 oficiales, 2 ingenieros, 8 hombres de máquinas, 15 soldados y 12 marineros, mientras de la Unión fueron destacados 5 oficiales, 2 maquinistas, 6 fogoneros, 10 marineros y 10 soldados.
A las 3:40 p. m. se terminó la toma de posesión del Rímac y todos los buques marcharon en convoy a Arica, donde arribaron el 25 de julio a las 9:30 a. m. La noticia se supo ese mismo día en Lima por telegrama del Presidente Mariano Ignacio Prado y la editorial del diario El Comercio. Su primera comisión con bandera peruana fue el 28 de julio, cuando navegó a Mollendo a traer al batallón de Iraola de 330 plazas, regresando el 29; el batallón fue armado con los 255 rifles Comblain tomados del transporte, pero no alcanzaron para todos.
El vapor RIMAC estaba al mando del capitán alemán Pedro Federico Lautrup y estaba contratado por la CSAV.
En el transporte se capturaron el escuadrón de Caballería Carabineros de Yungay N.º 1 de 258 plazas, 215 caballos, 1 cañón de a 300 libras, 300 rifles Comblain II con 200 mil tiros, algunas carabinas Winchester, pertrechos, víveres, carbón, forraje, útiles para la ambulancia, dinero y la correspondencia oficial. Se inició en el Callao un juicio en el Tribunal de Presas que culminó el 15 de diciembre de 1880, valorizando todo el conjunto en £ 65.216 - s 6.

## Reacción de Alto Mando chileno
El mismo 23 de julio, el ministro Domingo Santa María envió un telegrama al Presidente Aníbal Pinto informándole del arribo del transporte Paquete de Maule, pero sospechaba de la captura del Rímac porque no había llegado y se había visto al Huáscar y a la Unión ese mismo día, cerca de Antofagasta. El 29, la corbeta de guerra francesa Decrés llevó la noticia a Mejillones de que el Rímac estaba con la escuadra peruana en Arica y por telégrafo, la noticia llegó a Santiago de Chile el 30, al mismo tiempo que llegó la noticia desde Valparaíso, del vapor alemán Theben de la Compañía Kosmos, que estuvo en Arica el 25 cuando ingresaron los buques peruanos con el Rímac.
El 24 de julio, Santa María recibió la noticia de la llegada del blindado Cochrane a Caldera remolcado por el transporte Itata por falta de carbón. En la sesión del gabinete del 25, se decidió pedir explicaciones al capitán Simpson sobre la falta de carbón de su buque.
La noticia de la captura del Rímac coincidió con la interpelación al gabinete de ministros programada para el 31 de julio y el 1 de agosto. En la tarde del 31, unos mil hombres protestaron por la mala conducción de la guerra en el pórtico del senado. En la noche hubo disturbios cuando la policía trató de dispersar a los manifestantes, habiendo 4 heridos. En la sesión de interpelación todo el gabinete salió bien librado, pero el ministro de Guerra y Marina, general Belisario Urrutia, que fue ofendido por Vicuña Mackenna en el senado, renunció a su cartera el 2 de agosto. Hubo una crisis ministerial pues todo el gabinete, presidido por Antonio Varas, Ministro del Interior, presentó su renuncia el 12 de agosto.
Consecuencia de la crisis fue la renuncia del contraalmirante Juan Williams Rebolledo a la Comandancia General de la Escuadra el 4 de agosto, de Eulogio Altamirano a la Comandancia General de Marina y Armas de Valparaíso el 6 de agosto, de Echaurren Huidobro al cargo de Intendente General del Ejército y Armada y de José Alfonso al cargo de Auditor de Guerra del Ejército de Operaciones del Norte el 22 de agosto.
Se formó uno nuevo presidido por Domingo Santa María, que ocuparía la cartera de Ministro del Interior y anteriormente había sido Ministro de Relaciones Exteriores. Santa María acudió a la cámara de Diputados y Senadores el 21 y 22 de agosto respectivamente a exponer su programa. La nueva conducción de la guerra en Chile fue decisiva para su posterior éxito en la campaña naval.

## Fuerzas enfrentadas

### Transporte Rímac

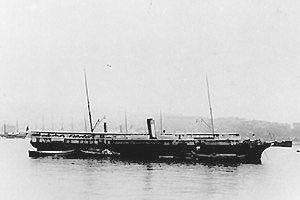
Transporte Rímac.

El Rímac era un transporte de 1.805 t de desplazamiento, en servicio desde 1874. Su armamento eran 4 cañones de ánima lisa de a 32 lbs. Su sistema de propulsión era mixto, máquina a vapor, con doble hélice de propulsión, y vela siendo capaz de alcanzar una velocidad máxima, el día del combate, de 11 nudos.

### Corbeta Unión

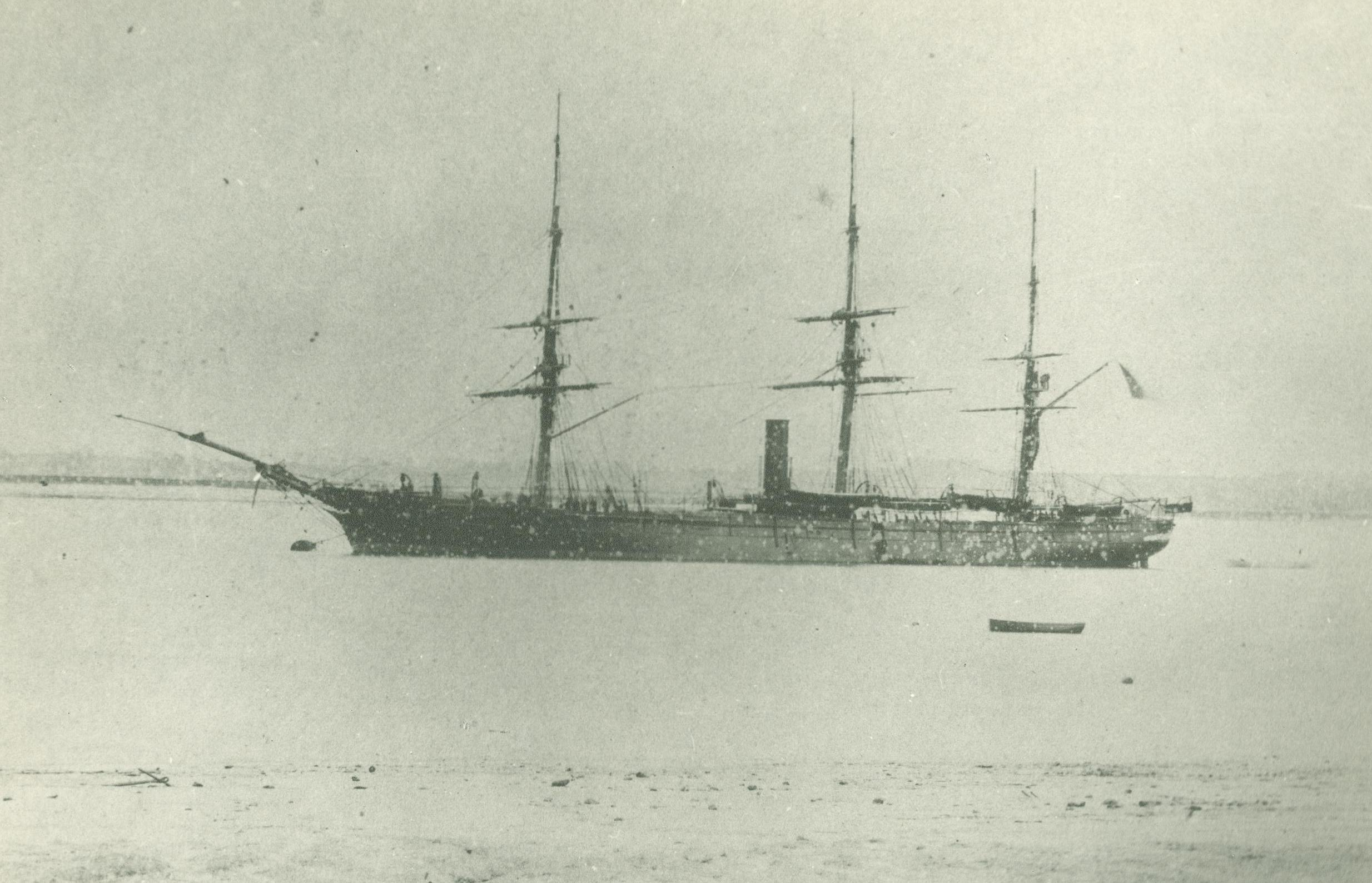
Corbeta Unión.

La Unión era una corbeta de guerra de 2.066 t de desplazamiento, en servicio desde 1865. Su armamento eran 12 cañones Voruz de a 70 lbs en la batería en los costados del buque, 2 cañones Armstrong de a 40 lbs en proa y un cañón Withworth de a 9 lbs. Su sistema de propulsión era también mixto, máquina a vapor, con una hélice de propulsión, y a vela siendo capaz de alcanzar una velocidad máxima, el día del combate, de 13 nudos. La BAP Unión tuvo un buque gemelo, el BAP América
que se perdió en 1866 durante el terremoto y maremoto de Arica.

### Monitor Huáscar

Monitor Huáscar.

El Huáscar, es un buque blindado de 1.745 t de desplazamiento construido en 1865. Cuenta con un blindaje de 4,5 pulgadas de espesor y su armamento principal estaba constituido, en esa época, por 2 cañones de avancarga Armstrong de 300 pdr ubicados en una torre giratoria blindada, además de 2 cañones de a 40 pdr, uno de 12 pdr y una ametralladora Gatling de 0.44 in. Su sistema de propulsión era también mixto, máquina a vapor, con una hélice de propulsión, y vela siendo capaz de alcanzar una velocidad máxima, el día del combate, de 12 nudos.